# Astiphromma calvum
Astiphromma calvum là một loài tò vò trong họ Ichneumonidae.